# 宮内町 (新潟県)
宮内町（みやうちまち）は、かつて新潟県古志郡にあった町。

## 沿革
- 1901年（明治34年）11月1日 - 古志郡宮内村、石坂村、中通村、前川村が合併し、上組村（かみぐみむら）が発足。
- 1948年（昭和23年）
  - 5月3日 - 町制施行し宮内町に名称を変更。
  - 7月1日 - 古志郡山通村が分割され、宮内町と長岡市にそれぞれ編入して消滅。
- 1954年（昭和29年）3月1日 - 宮内町は長岡市に編入され消滅。